# دیشب در سوهو
دیشب در سوهو (به انگلیسی: Last Night in Soho) فیلمی در ژانر وحشت روان‌شناختی، رمزآلود، و موزیکال به کارگردانی و نویسندگی ادگار رایت و فیلم‌نامه‌ای از کریستی ویلسون کایرنز محصول سال ۲۰۲۱ و مشترک کشورهای بریتانیا، ایالات متحده و چین است. در این فیلم توماسین مکنزی نقش یک نوجوان ساده‌لوح را بازی می‌کند که برای تحصیل در رشتهٔ طراحی مد به شهر لندن نقل مکان می‌کند؛ و در آنجا توسط رویاهای سَندی (با بازی آنیا تیلور-جوی)، زن جوان و جذابی که در دهه شصت مدرن زندگی می‌کرد، تسخیر می‌شود. همچنین مت اسمیت، ریتا تاشینگهم، مایکل آجائو، ترنس استامپ، و دایانا ریگ دیگر بازیگران فیلم هستند. این آخرین حضور سینمایی ریگ و مارگارت نولان بود که هر دوی آن‌ها در سال ۲۰۲۰ درگذشتند.
نخستین نمایش دیشب در سوهو در ۴ سپتامبر ۲۰۲۱، و در هفتاد و هشتمین جشنواره فیلم ونیز بود، و سپس در ۲۹ اکتبر ۲۰۲۱، توسط یونیورسال پیکچرز و فوکس فیچرز به ترتیب در سینماهای بریتانیا و ایالات متحده آمریکا اکران شد. فیلم به‌طور کلی با واکنش‌های مثبتی از سوی منتقدان همراه بود، که ویژگی‌های فنی، کارگردانی و عملکرد تیم بازیگری مورد تحسین قرار گرفت، اما منتقدان نسبت به فیلم‌نامه فیلم (به‌ویژه پایان‌بندی) انتقاداتی داشتند. این فیلم ۲۳ میلیون دلار در سراسر جهان فروش کرد در حالی که ۴۳ میلیون دلار بودجه ساخت آن بوده‌است. 

## داستان
سوهو محله‌ای در لندن است؛ که به‌خاطر کلاب‌ها و رستوران‌های شبانه‌اش معروف است.
اِلویز تِرنِر «الی»، ساکن ردروث در کورن‌وال، عاشق موسیقی و مد دهه شصت است؛ و آرزو دارد که یک طراح مد شود. مادر او نیز طراح مد بود؛ اما به دلیل یک بیماری روانی که از آن رنج می‌برد؛ در هفت سالگی الی، خود را کُشت؛ تا الی توسط مادربزرگ مادریش بزرگ شود. الی گه‌گاه روح مادرش را در آینه می‌بیند. الی با دریافت نامه‌ای مبنی بر پذیرفته‌شدن در کالج هنر لندن، از خانه روستایی خود به آنجا نقل مکان می‌کند؛ تا در آنجا تحصیل کند. مادربزرگ الی در حین آماده‌شدن او برای سفر، دربارهٔ مخاطرات لندن به او هشدار می‌دهد.
الی خود را به خوابگاه دختران در خیابان شارلوت می‌رساند؛ و با دختری به نام «جوکاستا» از منچستر، که او هم مادرش را در ۱۵سالگی از دست داده‌است؛ هم‌اتاق می‌شود. الی با گروهی از دختران به سرکردی جوکاستا، پس از نوشیدن مشروب، شب‌هنگام وارد خیابان‌های لندن می‌شود. الی برای هماهنگی با همسالان خود، شوخی‌ها و روابط‌جنسی آن‌ها با پسران درخوابگاه، مشکل دارد.
در پارتی شبانه خوابگاه، الی که بی‌خواب شده‌است؛ با «جان» دانشجوی دیگر آشنا می‌شود. الی که از ماندن در خوابگاه ناراضی است، به خانه‌ای اجاره‌ای و قدیمی در خیابان گوج در محله سوهو، که متعلق به خانم «الکساندر کالینز» مسن است؛ نقل مکان و با قوانین آشنا می‌شود.
در آن شب، الی یک رؤیای واضح می‌بیند؛ که در آن به دهه ۱۹۶۰ می‌رود. او در کافه پاریس، خود را در آینه و در قامت یک زن بلوند جوان و با اعتماد به نفس به نام «سندی» مشاهده می‌کند؛ که در حال پرس و جو برای تبدیل شدن به خواننده اصلی کافه است. سندی با مدیری جذاب به نام «جک»، آشنا و از آرزویش برای او می‌گوید؛ و برای نشان دادن توانمندی‌هایش شروع به رقص با او می‌کند. آنها همدیگر را می‌بوسند؛ و جک او را به منزلش که همان خانه الان الی است، می‌رساند؛ و برای فردا شب ساعت ۸ با او قرار می‌گذارد.
صبح روز بعد و در دانشکده، الی لباسی را با الهام از لباس سندی، طراحی می‌کند. جوکاستا که برای دیدن طرح او کنجکاو است؛ رد بوسهٔ عاشقانه جک را روی گردن الی کشف می‌کند. 
جان با تعریف از طرح الی، خواهان قراری شبانه با اواست. اما الی که منتظر قرار با جک است؛ نمی‌پذیرد. آن‌شب الی رؤیای دیگری می‌بیند؛ که در آن سندی با موفقیت در یک سالن تئاتر تعطیل به نام ریالتو در سوهو، که توسط جک ترتیب داده شده و در حضور رئیس آن، امتحان خوانندگی می‌دهد. او قطعه مرکز شهر از پتولا کلارک را اجرا می‌کند.
♫ وقتی بی کَسی و زندگی داره به تنهایی‌هات دامن می‌زنه/ درهای مرکز شهر، همیشه به روت بازه/ می‌دونم، وقتی افتادی تو دردسر، این هیاهو و عجله/ برات مثل مرهم می‌مونه، مرکز شهر/ گوش بِسپار به آوای ترافیک این شهر/ توی پیاده‌روها پرسه بزن، که چراغ‌های نئونی‌اش دلبری می‌کنن/ چطور ممکنه از دست بری؟ / اونجا چراغ‌ها خیلی درخشان‌ترن/ می‌تونی تمام مشکلات و به فراموشی بِسپری/ بی‌خیال تمام غم‌ها، پس به مرکز شهر برو/ تلخی‌ها جاشون رومیدن به شادی، وقتی که بری به مرکز شهر/ خیالت راحت جایی نیست بهتر از مرکز شهر/ همه چشم انتظارتن، همه منتظر توهستن ♫
جک هیجان‌زده الی را تشویق می‌کند؛ و رئیس، او را به‌عنوان خواننده تأیید می‌کند. جک قبول می‌کند، مدیر برنامه‌های او شود. آن‌ها همدیگر را عاشقانه می‌بوسند؛ و شب‌هنگام در اتاق الی، باهم آغوشی، به سکس می‌پردازند. الی با الهام از سندی، موهایش را بلوند و آرایش‌اش را تغییر می‌دهد؛ و با خرید لباس‌های دهه ۶۰ تیپ خود را عوض می‌کند. الی در یک میخانه شغلی پیدا می‌کند. مردی با موهای نقره‌ای به نام «لیندزی»، شباهت‌های او را با سندی تشخیص می‌دهد.
در رویاهای بعدی، الی به سالن تئاتر ریالتو بازمی‌گردد؛ و متعجبانه شاهد نمایش و خوانندگی «ماریونتا» به همراه گروه نیمه‌عریان‌اش که سندی عضوی از آن است، می‌شود.
سندی که از سوءاستفاده جک از سندی، افسرده و ناراحت است؛ با شکستن آینه به خودش آسیب می‌زند. سندی با دعوت جک به دیدن مردی به نام پوینتر، که قصد گذاشتن قرار با او را دارد، می‌رود؛ او که متوجه خیانت جک به خودش شده، او را ترک می‌کند. جک اصرار دارد، که راه موفقیت از این مسیر می‌گذرد. سندی در راه خروج، دوستانش را می‌بیند؛ که در ارتباط گاهی جنسی و عاطفی با مردان ثروتمند هستند. الی در برگشت به اتاقش، سندی را به همراه پول حاصل از سکس با پوینتر، بر روی تخت‌خواب می‌بیند؛ و با ترس از خواب بیدار می‌شود. الی نامید از رفتار سندی و در دانشکده، سعی به از بین بردن طرح خود می‌کند؛ که با دخالت استادش منصرف می‌شود. در این میان، جان به دیدن الی در کافه محل کارش می‌رود؛ و با ابراز همدردی، از او می‌خواهد، برای درد و دل کردن روی او حساب کند. لیندزی در برخورد دوباره با الی، طرح لباسش را که در بار جا گذاشته بود را به او برمی‌گرداند.
الی به اتاقش برمی‌گردد. با روشن شدن خودکار دستگاه گرامافون، جک را می‌بیند، که ناگهان وارد اتاق شده و برعکس میلش، او را به کافه‌های شبانه می‌برد. سندی با اسم‌های مستعار مانند الکساندر، وارد حرفه روسپی‌گری شده، برای جذب مشتری شروع به رقصیدن می‌کند؛ و با مردان زیادی می‌خوابد. اما در ادامه مردی را ملاقات می‌کند؛ که به او پیشنهاد می‌کند که با نگاه به آینه، تا دیر نشده خود را از منجلابی که در آن غرق شده، نجات دهد. در این لحظه الی با التماس از او می‌خواهد، که سندی در آینه به او نگاه کند. الی با شکستن آینه، سندی را در آغوش می‌گیرد. نهایتاً در رؤیا، الی خود را در میان انبوه مشتریان جنسی سندی در اتاق‌خواب، گرفتار می‌بیند؛ و آشفته از خواب بیدار می‌شود.
الی که دیگر از خوابیدن، هراس پیدا کرده‌است؛ پیشنهاد جان را برای گریم‌شدن به شکل ارواح و رفتن به مهمانی هالووین را می‌پذیرد. الی رقصان و مست در حال سپری کردن لحظات خوشی با جان است، که مجدداً کابوس سندی و مشتریانش را می‌بیند؛ و زیر باران از مهمانی خارج می‌شود. کابوس سندی دست‌بردار او نیست؛ اما با رسیدن جان و به آغوش کشیدن و بوسیدن لب‌هایش، موقتاً آرام می‌گیرد. الی که نمی‌خواهد بخوابد؛ جان را به خانه‌اش می‌برد؛ و با او هم‌بستر می‌شود. اما همزمان که جان روی بدن اوست؛ و در رؤیا، جک را در حالی که سندی را در بستر به قتل می‌رساند، می‌بیند.
الی در دانشکده و در حال پرو طرحش، سندی غرق در خون را در قامت دوستش می‌بیند؛ که از او می‌خواهد، او را پیدا کند. او به پرس و جو دربارهٔ سندی می‌پردازد؛ و در صحبت با کالینز و تصور اینکه لیندزی، همان جک قاتل است؛ نزد پلیس می‌رود، اما جدی گرفته نمی‌شود.
بنابراین الی سعی می‌کند؛ در کتابخانه، گزارش‌های روزنامه‌ها را در مورد قتل سندی را پیدا کند. اما برعکس به گزارشات از مردانی می‌رسد، که یکی پس از دیگری ناپدید شده‌اند. او موضوع را با جان در میان می‌گذارد؛ الی که دیگر در واقعیت هم ارواح مردان را می‌بیند؛ سعی می‌کند با ترسش روبه‌رو شود، و آن‌ها را با قیچی که در دست دارد، نابود کند؛ اما در واقعیت او درحال کشتن جاکوستا است؛ که با مداخله جان روبه‌رو می‌شود. الی، سندی را در خیابان دیده و به‌دنبال او می‌رود؛ و وقتی موفق به فرار از دست اشباح و روح جک می‌شود؛ به سندی می‌رسد؛ ولی سندی با پرت‌کردن الی از او می‌خواهد، که دیگر رهایش کند.
الی با این باور که باید انتقام سندی را بگیرد، در کافه با لیندزی روبرو می‌شود. الی با ضبط مخفیانه صدای لیندزی، از او دربارهٔ سندی می‌پرسد. لیندزی با اقرار به شناختن سندی، کشتن او را انکار می‌کند؛ و می‌گوید او از وقتی فاحشه شد، مُرد. در کشاکش صحبت با الی، لیندزی میخانه را ترک می‌کند؛ اما در برخورد با تاکسی، کشته می‌شود. رئیس میخانه فاش می‌کند، که لیندزی قبلاً پلیس بوده‌است؛ و در واقع همان مردی بوده که از سندی خواسته، با ترک روسپی‌گری، خود را نجات دهد.
الی وحشت زده به همراه جان می‌رود، تا به خانم کالینز اطلاع دهد، که لندن را ترک می‌کند. خانم کالینز فاش می‌کند، که پلیس از او تحقیقات کرده‌است و رویاهای الی تاحدی درست بوده‌اند؛ و الکساندر کالینز درحقیقت همان سندی است. کالینز در ادامه، اقرار می‌کند، برعکس تصور و رؤیای الی، او بوده که آن‌شب جک را به قتل رسانده‌است؛ و تمام مردانی که پیش از آن، از طرف جک برای سکس به ملاقات او می‌آمدند، را نیز کشته و اجسادشان را در کف و دیوارهای خانه پنهان کرده‌است.
کالینز سعی می‌کند، الی را هم بکشد؛ تا داستانش برملا نشود. در همین لحظه جان به کمک الی می‌آید. کالینز با ضربه‌ای به صورت الی مانع دادن اخطار الی به جان می‌شود؛ و سیگار روشن کالینز باعث شروع آتش‌سوزی در خانه می‌شود. خانم کالینز به شکم جان چاقو می‌زند؛ و دست الی را نیز مجروح می‌کند.
الی در حال فرار با ضربه‌ای به کالینز، به طبقه بالا و اتاقش فرار می‌کند؛ جایی که ارواح قربانیان سندی با التماس از الی می‌خواهند، که خانم کالینز را بکشد؛ اما او قبول نمی‌کند. خانم کالینز وارد اتاق الی می‌شود، جایی که او نیز ارواح را می‌بیند؛ و توسط روح جک تحت تأثیر قرار می‌گیرد.
با آمدن پلیس، کالینز سعی می‌کند گلوی خودش را ببرد، اما الی مانع او می‌شود؛ و به سندی می‌گوید که می‌فهمد چرا آن مردان را کشته‌است؛ و از او التماس می‌کند که زنده بماند. سندی به الی می‌گوید، که خود و دوستش جان را نجات دهد. نهایتاً کالینز در ساختمان می‌سوزد.
مدتی بعد، الی به موفق می‌رسد؛ و طرح‌های او در جشنواره مد آخر سال، به نمایش گذاشته می‌شود. مادربزرگش و جان به او در پشت صحنه تبریک می‌گویند. الی روح مادرش و در ادامه سندی را در آینه می‌بیند، که برای او دست تکان می‌دهد؛ و برای او بوسه می‌فرستد.

## بازیگران
- توماسین مکنزی در نقش اِلویز (اِلی)
- آنیا تیلور-جوی در نقش سَندی
- مت اسمیت در نقش جک
- دایانا ریگ خانم کالینز (بازیگر سن پیری سَندی)
- ریتا تاشینگهم در نقش مادربزرگ اِلی
- ترنس استامپ در نقش لیندزی
- مایکل آجائو در نقش جان
- سم کلفلین در نقش لیندزی جوان
- سینوو کارلسِن در نقش جاکوستا
- جسی می لی در نقش لارا
- الیزابت برینگتون در نقش استاد دانشکده
- اِمی کستری در نقش مادر الی
- بث سینگ در نقش سیلا بلک
- کسیوس نلسون درنقش کامی
- ربکا هرود در نقش اشلی
- پالین مک‌لین در نقش کارول
- مایکل جیبسون در نقش افسر پلیس
- لیسا مکگریلیس در نقش افسر پلیس
- مارگارت نولان در نقش ساج برمید
- جیمز و الیور فلپس در نقش خدمتکار
- مارک گیتیس گوینده کلاب

## تولید

### توسعه
ادگار رایت برای اولین بار فیلم را در سال ۲۰۰۷ ایده‌پردازی کرد. او این طرح را به عنوان یک «ولنتاین تاریک» در لندن و محله سوهو، قبل از شروع فیلمبرداری فیلم برای پایان دنیا (۲۰۱۳) با دو تن از تهیه‌کنندگان نایرا پارک و ریچل پرایر مطرح کرد.
رایت که در سامرست بزرگ شده بود، به داستان‌های والدینش در مورد روی سن در دهه ۱۹۶۰ گوش می‌داد؛ که به شیفته شدن او به این دوران کمک کرد. او وسواس خود را از طریق مجموعه رکوردهای دهه ۱۹۶۰ پرورش داد؛ و گفت که «تقریباً آن دهه بدون موسیقی، ناپدید می‌شود».
اما او به یاد می‌آورد که خاطرات مادرش از دهه شصت مدرن لندن، همیشه خاطره خوبی نبود؛ و او یک بار گفت: "من یک بار با دوستم به سوهو رفتم و توسط مردی مورد آزار و اذیت قرار گرفتیم؛ اما ما را بدرقه کردند؛ و این پایان داستان بود.
وسواس رایت به لندن دهه ۱۹۶۰ به شکل‌گیری مضامین فیلم کمک کرد. "چیزی که به نظر من واقعاً کابوس وار است؛ و حدس می‌زنم عنصری وجود دارد، که در آن به نوعی خودم را سرزنش شدید کنم؛ خطر نوستالژیک بیش از حد در مورد دهه‌های گذشته‌است. به نوعی، فیلم دربارهٔ عاشقانه کردن گذشته‌است؛ و چرا انجام این کار اشتباه است.»
فیلم‌های بریتانیایی دهه ۱۹۶۰ نیز الهام‌بخش رایت بودند؛ که گفت: «بسیاری از فیلم‌های آن دوره دربارهٔ جنبه‌های تاریک سوهو یا تجارت نمایشی هستند. شما هنوز باید بپرسید که از کجا می‌آیند؛ زیرا چیزهای زیادی وجود دارد. از آن‌ها که بیشتر هیجان‌انگیز هستند؛ این نوع رویکرد تنبیهی را با شخصیت‌های زن در پیش می‌گیرند. فیلم‌های زیادی هستند، که به نظر می‌رسد، ژانر آن‌ها این است که، «دختری به لندن می‌آید تا پیشرفت کند و به خاطر تلاش‌هایش به شدت مجازات می‌شود.»

### فیلم‌نامه

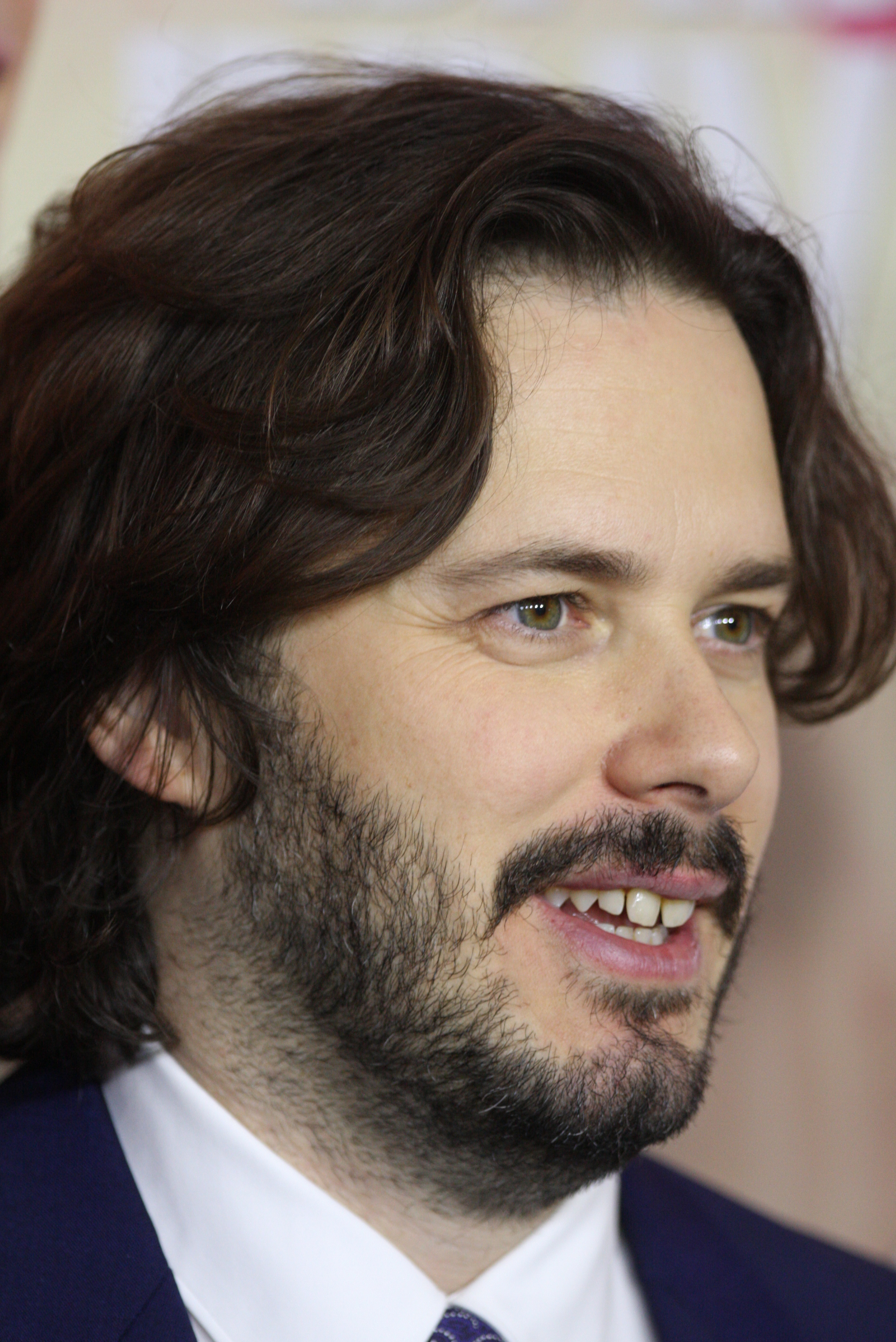
ادگار رایت نویسنده و کارگردان فیلم.

فیلم‌سازی به نام سم مندس ابتدا رایت را به فیلمنامه‌نویسی به‌نام کریستی ویلسون-کنز معرفی کرد؛ که با مندس فیلم‌نامه ۱۹۱۷ (۲۰۱۹) را نوشت. ویلسون-کنز به‌طور گذرا به رایت گفت «که او به مدت پنج سال به عنوان بارمن در رستوران توکان در سوهو کار کرده‌است و در گوشه ای، بالاتر از سان‌سِت استریپ در خیابان دِین زندگی می‌کند». در شب رأی‌گیری برگزیت در سال ۲۰۱۶ آنها در بارهای زیرزمین سوهو، به فردی به نام تریشا رسیدند؛ جایی که رایت داستان فیلم را برای او تعریف کرد.
در دسامبر ۲۰۱۷، پس از پایان تور مطبوعاتی برای فیلم بیبی راننده، رایت برای شروع فوری کار بر روی دنباله فیلم تحت فشار بود؛ اما در عوض تصمیم گرفت، برای فیلم بعدی خود «جهتی کاملاً متفاوت» را برگزیند. او با ویلسون-کنز تماس گرفت؛ و از او پرسید:: «که آیا او می‌خواهد فیلمنامه دیشب در سوهو را بنویسد». آن‌ها دفتری را در سوهو اجاره کردند؛ تا روی فیلم‌نامه کار کنند. آنها از مشورت و پوشه‌ای از تحقیقات جمع‌آوری شده توسط لوسی پاردی، کارگردان و پژوهشگر برنده جایزه بفتا که با افرادی که در دهه ۱۹۶۰ و امروز در سوهو زندگی و کار می‌کردند، مصاحبه کرده بود؛ استفاده کردند. رایت می‌خواست «به تاریخ منطقه پایبند باشد».
رایت و ویلسون-کنز اولین پیش نویس فیلمنامه را در شش هفته نوشتند؛ قبل از اینکه مجبور باشد، برای شروع ۱۹۱۷ با مندس کار را موقتاً ترک کنند. رایت در ابتدا می‌خواست صحنه‌های دهه ۱۹۶۰ هیچ دیالوگی نداشته باشند؛ یا فقط با موسیقی همراه شوند. «که مانند رؤیاها باشند». ویلسون-کارنز به شخصیت سندی پیشنهاد گفت و گو کرد و گفت: «ما باید عاشق سندی شویم؛ و من فکر می‌کنم اگر او چیزی نگوید، سخت است که عاشق او شویم.» کایرنز همچنین صحنه‌ای را پیشنهاد کرد، که در آن سندی در یک کلوپ شبانه سوهو به نام ریالتو امتحان می‌دهد. به محض پیشنهاد، رایت می‌دانست که سندی باید آهنگ پتولا کلارک به‌نام «مرکز شهر» را بخواند.
عنوان فیلم در ابتدا "منطقه چراغ قرمز" بود و سپس "شب هزار چشم دارد" نام گرفت. عنوان پایانی فیلم، از یک تک آهنگ موفق به نام دیشب در سوهو در سال ۱۹۶۸ توسط گروه پاپ انگلیسی شامل دیو دی، دوزی، بکی هیل، مایک و تیچ و مکالمه‌ای که رایت با کارگردان کوئنتین تارانتینو داشت؛ و توصیه‌ای از فیلم‌نامه‌نویسی به نام آلیسون آندرس که به او توصیه کرده‌بود؛ «بهترین موسیقی متن برای فیلمی است، که هرگز ساخته نشده‌است» نشات می‌گیرد.

### انتخاب بازیگران

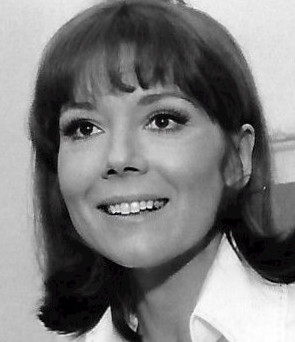
دایانا ریگ زادهٔ ۲۰ ژوئیهٔ ۱۹۳۸ درگذشته ۱۰ سپتامبر ۲۰۲۰

رایت از آنیا تیلور جوی زمانی که در هیئت داوران نمایشی ایالات متحده در جشنواره فیلم ساندنس ۲۰۱۵ حضور داشت؛ یعنی جایی که جادوگر برای اولین بار در آن نمایش داده شد؛ آگاه شد. او کمی بعد در لس آنجلس با آنیا تیلور-جوی ملاقات کرد، جایی که او داستان فیلم را برای او تعریف کرد. او ابتدا آنیا تیلور-جوی را برای نقش الویز در نظر داشت، اما بعداً به فکر بازی او در نقش سندی افتاد؛ و او پس از خواندن پیش‌نویس فیلم‌نامه موافقت کرد. انتخاب بازیگران آنیا تیلور-جوی در فوریه ۲۰۱۹ اعلام شد، و توماسین مکنزی و مت اسمیت اندکی پس از آن انتخاب شدند. مک‌کنزی توجه رایت را با آنچه او به عنوان بازی ناتورالیستی‌اش در فیلم ردی به جا نگذار توصیف کرد، به خود جلب کرد.
دایانا ریگ، ترنس استامپ، ریتا توشینگهام، مایکل آجائو و سینوو کارلسن بقیه بازیگرانی بودند؛ که در ماه ژوئن لیست بازیگران را تکمیل کردند. ریگ مدت کوتاهی پس از پایان تولید درگذشت. رایت گفت که «تا آخر» با دایانا ریگ فیلم می‌گرفت و کار با او را «تجربه‌ای زیبا» توصیف کرد. همچنین این آخرین حضور سینمایی مارگارت نولان است؛ که در اکتبر ۲۰۲۰ درگذشت.

### فیلم‌برداری
فیلمبرداری در ۲۳ مه ۲۰۱۹ آغاز شد؛ و در ۳۰ اوت همان سال به پایان رسید. رایت عکس‌های متعددی را در حساب اینستاگرام خود منتشر کرد؛ که نشان می‌داد فیلم‌برداری اضافی در ۲۴ ژوئن ۲۰۲۰ آغاز شده و در ۵ اوت ۲۰۲۰ به پایان رسیده‌است. فیلمبرداری‌های مجدد در استودیوهای پاین‌وود انجام شد.

## موزیک
استیون پرایس برای این فیلم جدا از تولید یک موسیقی متن فاخر، از آهنگ‌ها و تصنیف‌های زیر نیز بهره برد.
| نام آهنگ                                    | اجراکننده                         | نکته                                 |
| ------------------------------------------- | --------------------------------- | ------------------------------------ |
| عشقت را دور نریز                            | سرچرز                             |                                      |
| چرخ ستارگان                                 | کینکس                             |                                      |
| تو دنیای منی                                | سیلا بلک                          |                                      |
| هر کسی که قلب داشت                          | دیان وارویک                       |                                      |
| ذهنم را روی تو متمرکز کردم                  | جیمز ری                           |                                      |
| مرکز شهر                                    | پتولا کلارک                       |                                      |
| عروسک روی ریسمان                            | سندی شو                           | الهام کارکتر سندی (بازیگر مکمل فیلم) |
| سرزمین هزار رقص                             | ویلسون پیکت                       |                                      |
| همیشه چیزی برای یادآوری شعرهای من وجود دارد | سندی شو                           |                                      |
| اِلویز                                       | بری رایان                         | الهام نام الی (بازیگر اصلی فیلم)     |
| دیشب در سوهو                                | دیو دی، دوزی، بکی هیل، مایک و تیچ | الهام نام فیلم                       |

برخی از آهنگ‌ها الهام بخش سکانس‌های فیلم بودند. زمانی که رایت نسخه جلد «راه رفتن در آب» را توسط سازمان گراهام باند (یک گروه موسیقی جاز) شنید؛ اولین رؤیای خود را تصور کرد. «تو دنیای منی» سیلا بلک با تارهای دراماتیکش «نوع لحن و حال و هوا» را تداعی می‌کرد. بیشتر آهنگ‌های انتخاب شده مربوط به دهه ۱۹۶۰ بود. رایت همچنین «خانه شاد» اثر سوزی اند د بنشیز را از دهه ۱۹۸۰ انتخاب کرد؛ زیرا «تولید آن آهنگ باورنکردنی است» و با «صحنه ای در فیلم که در آن دانشجویان در رقص هالووین هستند» مطابقت دارد. رایت همچنین گفت: "من آهنگ‌هایی را دوست دارم، که در قلمروهای متفاوتی معروف شوند. مانند "ذهنم را روی شما متمرکز کردم" اثر اصلی جیمز ری استفاده می‌کنیم؛ که اکثر مردم آن را به عنوان پشتیبان جورج هریسون می‌شناسند؛ و بسیاری از مردم آهنگ "خانه شاد" را به یاد می‌آورند؛ زیرا دِ ویکند آن را نمونه‌برداری کرد. " آنیا تیلور جوی "مرکز شهر" از پتولا کلارک را در فیلم اجرا کرد؛ و گفت: "هر روز از شما خواسته نمی‌شود چندین نسخه از یک آهنگ معروف را ضبط کنید. صداهای " دهه ۶۰ اولین چیزی بود که باعث شد من عاشق موسیقی شوم، بنابراین وقتی ادگار از من خواست که آن را اجرا کنم بسیار خوشحال شدم". نهایتاً موسیقی متن بر روی وینیل دوگانه منتشر شد.

## انتشار
در ابتدا قرار بود این فیلم در ۲۵ سپتامبر ۲۰۲۰ منتشر شود، اما به دلیل همه‌گیری کووید ۱۹ تا ۲۳ آوریل ۲۰۲۱ به تعویق افتاد؛ و سپس به ۲۲ اکتبر و نهایتاً به آخر هفته بعد موکول شد.
این فیلم برای اولین بار در هفتاد و هشتمین جشنواره فیلم ونیز در ۴ سپتامبر ۲۰۲۱ به نمایش درآمد. اولین‌بار در بریتانیا در ۹ اکتبر ۲۰۲۱ در جشنواره فیلم لندن به نمایش درآمد و در ۲۹ اکتبر ۲۰۲۱ توسط یونیورسال پیکچرز و فوکوس فیچرز به ترتیب در بریتانیا و ایالات متحده اکران شد. همچنین در جشنواره بین‌المللی فیلم تورنتو در سپتامبر ۲۰۲۱ و در جشنواره فیلم فوق‌العاده اروپایی استراسبورگ در ۱۰ سپتامبر ۲۰۲۱ به نمایش درآمد.
در ۲۰ اکتبر ۲۰۲۱، یونیورسال پیکچرز موزیک ویدیویی با کاور آنیا تیلور جوی از موسیقی متن فیلم «مرکز شهر» را منتشر کرد؛ که شامل صحنه‌هایی از فیلم است.
این فیلم به صورت ویدیویی در تاریخ ۱۹ نوامبر ۲۰۲۱ در ایالات متحده و کانادا منتشر شد. در ۱۸ ژانویه ۲۰۲۲ توسط سرگرمی خانگی یونیورسال پیکچرز به صورت فیزیکی بر روی رسانه‌های نوری، منتشر شد.

## بازخورد

### فروش
این فیلم ۱۱۶ دقیقه‌ای، که با بودجه‌ای معادل ۴۳ میلیون دلاری ساخته شد؛ در نهایت ۲۳ میلیون دلار در سراسر جهان فروش کرد.
در ایالات متحده و کانادا، این فیلم در کنار فیلم‌های شاخ‌ها و گزارش فرانسوی اکران شد؛ و پیش‌بینی می‌شد در آخر هفته افتتاحیه خود از ۳۰۱۶ سینما حدود ۵ میلیون دلار فروش داشته باشد. این فیلم در روز اول ۱٫۹ میلیون دلار به دست آورد و برای اولین بار به ۴٫۲ میلیون دلار رسید؛ و در گیشه ششم شد. در آخر هفته دوم فروش ۵۷٪ کاهش یافت و به ۱٫۸ میلیون دلار رسید؛ و در رده دهم قرار گرفت.

### جوایز
این فیلم توانست در مجموع ۸۷ بار کاندیدای دریافت جایزه از جشنواره‌های جهانی و معتبر فیلم گردد؛ و در نهایت موفق به کسب ۱۹ جایزه شد. از مهم‌ترین آن‌ها می‌توان به جوایز و کاندیداتوری‌های زیر اشاره کرد.
| جشنواره                                    | تاریخ | عنوان جایزه            | برای                                                                                   | دریافت کننده                          | نتیجه    |
| ------------------------------------------ | ----- | ---------------------- | -------------------------------------------------------------------------------------- | ------------------------------------- | -------- |
| جشنواره فیلم بفتا                          | ۲۰۲۲  | جوایز بفتا             | بهترین فیلم بریتانیایی سال                                                             | ادگار رایت                            | نامزدشده |
| جشنواره فیلم بفتا                          | ۲۰۲۲  | جوایز بفتا             | بهترین صداگذاری                                                                        | استیون پرایس                          | نامزدشده |
| آکادمی فیلم‌های علمی-تخیلی، فانتزی و ترسناک | ۲۰۲۲  | جایزه کیوان            | بهترین بازیگر نقش مکمل زن                                                              | دایانا ریگ                            | نامزدشده |
| آکادمی فیلم‌های علمی-تخیلی، فانتزی و ترسناک | ۲۰۲۲  | جایزه کیوان            | بهترین طراحی تولید                                                                     | مارکوس رولند                          | نامزدشده |
| انجمن فیلم‌برداران بریتانیا                 | ۲۰۲۱  | جایزه اپراتورها        | بهترین اپراتور ویژه                                                                    | کریس بین                              | نامزدشده |
| جایزه برتر گزینش منتقدان                   | ۲۰۲۲  | جایزه فوق‌العاده سی‌سی‌اِی | بهترین فیلم ترسناک                                                                     | دیشب در سوهو                          | نامزدشده |
| جایزه برتر گزینش منتقدان                   | ۲۰۲۲  | جایزه فوق‌العاده سی‌سی‌اِی | بهترین بازیگر زن فیلم ترسناک                                                           | توماسین مک‌کنزی                        | نامزدشده |
| جایزه برتر گزینش منتقدان                   | ۲۰۲۲  | جایزه فوق‌العاده سی‌سی‌اِی | بهترین بازیگر زن فیلم ترسناک                                                           | آنیا تیلور-جوی                        | نامزدشده |
| جامعه منتقدان فیلم دیترویت                 | ۲۰۲۱  | جایزه دی‌اِف‌سی‌اِس         | بهترین موسیقی فیلم                                                                     | استیون پرایس                          | برنده    |
| جامعه منتقدان فیلم دیترویت                 | ۲۰۲۱  | جایزه دی‌اِف‌سی‌اِس         | بهترین بازیگر نقش مکمل زن                                                              | دایانا ریگ                            | نامزدشده |
| انجمن منتقدان هالیوود                      | ۲۰۲۲  | جایزه اِچ‌سی‌اِی           | بهترین فیلم ترسناک                                                                     | دیشب در سوهو                          | برنده    |
| انجمن منتقدان هالیوود                      | ۲۰۲۲  | جایزه اِچ‌سی‌اِی           | بهترین فیلم‌برداری                                                                      | چونگ چونگ هون                         | نامزدشده |
| انجمن منتقدان هالیوود                      | ۲۰۲۲  | جایزه اِچ‌سی‌اِی           | بهترین تدوین                                                                           | پل مکلیس                              | برنده    |
| انجمن منتقدان هالیوود                      | ۲۰۲۲  | جایزه اِچ‌سی‌اِی           | بهترین فیلم‌نامه اصلی                                                                   | ادگار رایتکریستی ویلسون کایرنز        | نامزدشده |
| انجمن منتقدان هالیوود                      | ۲۰۲۲  | جایزه اِچ‌سی‌اِی           | بهترین امتیاز                                                                          | استیون پرایس                          | نامزدشده |
| انجمن منتقدان هالیوود                      | ۲۰۲۲  | جایزه اِچ‌سی‌اِی           | بهترین طراحی تولید                                                                     | مارکوس رولند                          | نامزدشده |
| انجمن منتقدان هالیوود                      | ۲۰۲۲  | جایزه اِچ‌سی‌اِی           | بهترین طراحی لباس                                                                      | اودیل دیکس میرو                       | نامزدشده |
| انجمن منتقدان هالیوود                      | ۲۰۲۲  | جایزه اِچ‌سی‌اِی           | بهترین فیلم ترسناک                                                                     | ادگار رایت                            | نامزدشده |
| انجمن منتقدان فیلم سن دیگو                 | ۲۰۲۲  | جایزه اِس‌دی‌اِف‌سی‌اِس       | بهترین طراحی لباس                                                                      | اودیل دیکس میرو                       | نامزدشده |
| انجمن منتقدان فیلم سن دیگو                 | ۲۰۲۲  | جایزه اِس‌دی‌اِف‌سی‌اِس       | بهترین استفاده از موسیقی در فیلم                                                       | استیون پرایس                          | نامزدشده |
| انجمن منتقدان فیلم سنت لوئیس               | ۲۰۲۱  | جایزه اِس‌اِل‌اِف‌سی‌اِی       | بهترین تدوین                                                                           | پل مکلیس                              | برنده    |
| انجمن منتقدان فیلم سنت لوئیس               | ۲۰۲۱  | جایزه اِس‌اِل‌اِف‌سی‌اِی       | بهترین طراحی تولید                                                                     | مارکوس رولند                          | نامزدشده |
| انجمن منتقدان فیلم سنت لوئیس               | ۲۰۲۱  | جایزه اِس‌اِل‌اِف‌سی‌اِی       | بهترین طراحی لباس                                                                      | اودیل دیکس میرو                       | نامزدشده |
| انجمن منتقدان فیلم سنت لوئیس               | ۲۰۲۱  | جایزه اِس‌اِل‌اِف‌سی‌اِی       | بهترین موسیقی متن                                                                      | استیون پرایس                          | نامزدشده |
| انجمن منتقدان فیلم سنت لوئیس               | ۲۰۲۱  | جایزه اِس‌اِل‌اِف‌سی‌اِی       | بهترین فیلم ترسناک                                                                     | دیشب در سوهو                          | نامزدشده |
| انجمن منتقدان فیلم سنت لوئیس               | ۲۰۲۱  | جایزه اِس‌اِل‌اِف‌سی‌اِی       | شایستگی ویژه (برای بهترین صحنه، تکنیک سینمایی یا دیگر جنبه‌ها یا لحظه‌های به یاد ماندنی) | توماسین‌مک‌کنزی آنیا تیلور-جوی مت اسمیت | نامزدشده |
| حلقه زنان منتقد فیلم                       | ۲۰۲۱  | جایزه آدرین شلی        | بهترین فیلم                                                                            | ادگار رایت                            | برنده    |
| حلقه زنان منتقد فیلم                       | ۲۰۲۱  | جایزه دبلیواِف‌سی‌سی      | تالار شرم                                                                              | ادگار رایت                            | برنده    |

### بازخوردهای انتقادی
به‌طور کلی فیلم نقدهای مثبتی از سوی منتقدان دریافت کرد؛ که طراحی تولید، فیلمبرداری، طراحی صحنه و لباس، کارگردانی و اجراهای آن را تحسین کردند. در حالی که نگارش آن با انتقاداتی مواجه شد. طبق برآورد سایت راتن تومیتوز این فیلم با اقبال ۷۶٪ منتقدان و ۹۰٪ مخاطبین روبه‌رو شد؛ که نشان دهنده بازخوردی کاملاً مثبت و عالی است.